# Marco Arrecino Clemente
Marco Arrecino Clemente (em latim: Marcus Arrecinus Clemens) foi um militar romano nomeado cônsul sufecto, possivelmente para o nundínio de julho a agosto de 73, com um colega de nome desconhecido e novamente para maio a junho de 85 com Lúcio Bébio Honorato. Foi prefeito da Guarda Pretoriana entre 70 e 71.

## Carreira
Clemente nasceu numa família equestre de Pisauro. Apesar de ser membro do Senado, Clemente foi colocado na liderança da Guarda Pretoriana em 70 pelo maior aliado de Vespasiano, Caio Licínio Muciano, que estava preocupado com a crescente influência do comandante anterior, Árrio Varo. Ele ficou na posição até junho de 71, quando o próprio Tito, filho de Vespasiano, o substituiu. Segundo Tácito, Clemente foi escolhido por que seu pai, Marco Arrecino Clemente, havia comandado a Guarda na época de Calígula. Arrecina Tértula, primeira esposa de Tito (antes de seu reinado), era irmã de Clemente.
Logo depois, Clemente foi cônsul em 73, governou a Hispânia Tarraconense entre 74 e 82, foi cônsul novamente em 85 e finalmente foi nomeado prefeito urbano de Roma em 86.
Suetônio relata o final da vida de Clemente. O imperador Domiciano o convidou para um passeio e, conforme caminhavam, passou uma pessoa que ambos reconheceram. Clemente o chamou de "patife" e Domiciano perguntou-lhe se os dois deveriam ouvi-lo no dia seguinte. O "patife" se revelou ser um delator que acusou Clemente de um crime pelo qual ele foi considerado culpado e executado.